# 平津战役天津前线指挥部遗址
平津战役天津前线指挥部遗址是平津战役时期中国人民解放军东北野战军前线指挥部的旧址。位于天津市西青区杨柳青镇药王庙东大街2号。该建筑目前为天津市文物保护单位和重点保护等级历史风貌建筑。现为平津战役天津前线指挥部旧址陈列馆。

## 内部链接
- 平津战役前线司令部旧址